# Гардецкий, Зигмунт
Зи́гмунт Гарде́цкий (пол. Zygmunt Gardecki; 17 января 1885, Варшава — 15 мая 1942, Освенцим) — польский социалистический политик и профсоюзный деятель, сторонник Юзефа Пилсудского. Участник борьбы за независимость Польши. Активист ППС, ППС—Прежняя революционная фракция и Беспартийного блока. Депутат сейма Второй Речи Посполитой. Видный деятель «санационных» профобъединений CZKZZ и ZZZ. При нацистской оккупации погиб в Освенциме.

## В подполье
Окончил муниципальную школу в Варшаве. Работал штукатуром в Большом театре. В 1902 вступил в подпольную Польскую социалистическая партию. В январе 1903 был арестован и заключён в Варшавскую цитадель. Два года находился в Житомире под надзором царской полиции.
В 1905 вернулся в Варшаву. На следующий год примкнул к ППС — революционная фракция, вновь был арестован. Более полугода провёл в тюрьме, после чего выслан из Российской империи. До 1909 жил в Германии. Нелегально вернулся в Польшу.

## В Соцпартии
С 1915 Зигмунт Гардецкий — член Варшавского комитета ППС. В 1917 вступил в партийную группу боевой тревоги. В польско-советскую войну 1920 был членом Рабочего комитета обороны Варшавы.
Идеологически Гардецкий придерживался радикально-социалистических и антикоммунистических взглядов. Политически поддерживал Юзефа Пилсудского и Раймунда Яворовского. Участвовал в рабочем профсоюзном и жилищно-кооперативном движении, с 1927 возглавлял варшавское объединение жилищных кооперативов. Дома, построенные при организующем участии Гардецкого до сих пор состоят в жилищном фонде Варшавы. Избирался в сейм по списку ППС на выборах 1922 и выборах 1928.
Зигмунт Гардецкий поддержал Майский переворот 1926 и возвращение к власти Юзефа Пилсудского. После перехода ППС в оппозицию режиму Санации Гардецкий принял участие в создании партии социалистов-пилсудчиков — ППС—Прежняя революционная фракция. Входил в руководящие органы партии и Центрального объединения классовых профсоюзов (CZKZZ).

## В Беспартийном блоке
В 1931 при конфликте в руководстве партии между Раймундом Яворовским (выступал с идеологизированных социалистических позиций) и Енджеем Морачевским (выступал за полную лояльность «санационному» режиму) Гардецкий взял сторону Морачевского. Вместе с группой Морачевского присоединился к Беспартийному блоку сотрудничества с правительством. При разделении CZKZZ участвовал в создании ZZZ, до 1936 был заместителем генерального секретаря профобъединения.
На выборах 1935 был вновь избран в сейм. Как депутат занимался социально-трудовыми вопросами, а также регулированием цен на сельскохозяйственную продукцию и организацией местного самоуправления в Варшаве.
В 1931 году Зигмунт Гардецкий был награждён Крестом Независимости и Рыцарским крестом ордена Возрождения Польши.

## В концлагере
При нацистской оккупации в 1941 был арестован гестапо и помещён в тюрьму Павяк. Затем депортирован в Освенцим, где скончался год спустя.